# Deltocyathus magnificus
Espèce
Statut CITES
Deltocyathus magnificus est une espèce de coraux appartenant à la famille des Deltocyathidae ou Caryophylliidae.